# Дом Штейнгейля (Лопатиных) в Гагаринском переулке
Особняк барона Штейнгейля (позже — Лопатиных) — памятник архитектуры федерального значения. Современный адрес: Гагаринский пер., дом 15/7. Находится на территории Центрального округа г. Москвы в районе Хамовники.
Дом интересен не только как памятник архитектуры начала XIX века, но и представляет собой историческую ценность — в разное время в его стенах проживали или бывали видные общественные деятели России.

## Архитектура
Одноэтажный особняк, находящийся на пересечении Гагаринского и Хрущёвского переулков,
относят к редким образцам «послепожарного» ампира, сохранившемся до наших дней.
Он был построен в 1816 году на основе каменного фундамента здания, сгоревшего во время пожара 1812 года.
Сам дом деревянный, и облицован рельефной штукатуркой, имитирующей руст.
Примечательно, что основные декоративные элементы выполнены на фасаде, выходящем на Гагаринский переулок (северный фасад), в то время как скромно оформленный вход в здание находится со стороны Хрущёвского переулка.
Центральные окна северного фасада и расположенный над ними ступенчатый аттик подчёркнуты четырьмя колоннами, соединенные арками. Внутри полукруглых ниш выполнены барельефы грифонов. Фасад также украшен лепными вставками и медальонами, расположенными над окнами в центре и в междуоконных проёмах — по краям здания.
До наших дней дошла первоначальная планировка парадной анфилады с угловым залом, гостиной и спальней, частично сохранились элементы внутренней отделки — ореховые двери, карнизы, фрагменты художественной росписи на потолке.

## История

### Барон Штейнгейль
Первым и самым загадочным хозяином дома был Владимир Иванович Штейнгейль (1783—1862) — барон, полковник, участник Отечественной войны 1812 года.
Занимая в то время должность адъютанта и правителя канцелярии московского главнокомандующего, он лично занимался «проектом обстройки столицы и правилами вспоможения разорённым».
По всей видимости, пользуясь служебным положением, барон заказал проект дома одному из известных московских архитекторов, имя которого, однако, не дошло до наших дней.
В. И. Штейнгейль был членом Масонского Ордена Москвы. Кроме того, в 1824 году он примкнул к Северному тайному обществу, участвующему в подготовке восстания декабристов 1825 года.
В доме барона неоднократно проходили собрания данных тайных организаций. Для этих целей, видимо, ещё на этапе проектирования была предусмотрена потайная комната с дверью, имитирующей шкаф Согласно другим источникам, в особняке даже существовал подземный ход, ведущий в здание на противоположной стороне переулка.
Известно, что в 1824 году в доме Штейнгейля останавливался поэт, декабрист К. Ф. Рылеев.

### Дальнейшие владельцы
В 1830 году вместе с супругой и детьми доме поселился штаб-ротмистр Николай Николаевич Тургенев, приходящейся дядей известному писателю Ивану Сергеевичу Тургеневу.
В 1834 в доме жил Александр Аркадьевич Суворов, князь Италийский, граф Рымникский — российский государственный, общественный и военный деятель, внук великого русского полководца Александра Васильевича Суворова.

### СемьяЛопатина
В 1872—1917 годах дом принадлежал семье Льва Михайловича Лопатина — известного философа, психолога, профессора Московского университета, председателя Московского психологического общества.
В этот период особняк в Гагаринском переулке становится центром культурной и философской жизни Москвы.
Здесь сложилась традиция проводить «лопатинские среды», в которых участвовали Л. Н. Толстой, И. А. Бунин, И. С. Аксаков, А. Ф. Писемский, В. О. Ключевский, С. М. Соловьев, И. Е. Забелин, А. Н. Островский, Ф. М. Достоевский, И. С. Тургенев, М. Е. Салтыков-Щедрин, А. А. Фет, Ф. И. Тютчев, К. С. Станиславский, В. И. Немирович-Данченко, М. М. Антокольский, В. И. Герье, Н. В. Бугаев, С. С. Корсаков, А. М. Иванцов-Платонов, А. Ф. Кони и многие другие.
Е. Н. Трубецкой писал в своих воспоминаниях:
В Москве в то время не было дома, который бы столь ярко олицетворял духовную атмосферу московского культурного общества, как дом Лопатиных... Благодаря удивительной простоте, радушию и истинно московскому хлебосольству хозяев, дом Лопатиных был одним из самых приятных в Москве.

### Новейшая история
После отбытия срока в ГУЛАГе и многолетней жизни на Севере, с 1958 года в доме жил Юрий Борисович Шмаров — выдающийся генеалог, знаток Москвы, известный своей коллекцией родословных и портретов представителей дворянских фамилий, насчитывающей более 17 000 экземпляров. Особняку в Гагаринском переулке он посвятил одно из своих сочинений.
В настоящее время дом отреставрирован, в нём размещается отделение архитектуры Российской Академии художеств. Особняк также используется президентом Академии Зурабом Церетели для приёма высокопоставленных гостей.